# Corozal (distrikt)

Distriktet Corozal (Corozal District) är ett av Belizes 6 administrativa distrikt.

## Geografi
Corozal har en yta på cirka 1 860 km² med cirka 51 561 invånare.
Huvudorten är Corozal Town med cirka 8 100 invånare.
Andra orter är Chunox, Consejo, Little Belize, Louisville, Patchacan, Progresso, Sarteneja och Xaibe.
Här finns även lämningar efter Mayastaden Cerros, och Santa Rita.
Naturreservatet Bacalar Chico Marine and Wildlife Reserve ligger också inom distriktet.

## Förvaltning
Distriktets ISO 3166-2-kod är "BZ-CZL".
Corozal är underdelad i 4 constituencies (valdistrikt):
Corozal Bay, Corozal North, Corozal Southeast och Corozal Southwest.